# Batalo Šantić
Batalo Šantić (en serbio: Батало Шантић; antes de 1391-1404), conocido simplemente como Batalo, y en algunas investigaciones también como Batal, fue un noble bosnio medieval de Lašva. Ostentaba el título medieval bosnio de «tepčija». En la Bosnia medieval, el título de tepčija surgió en algún momento del siglo XIII y se utilizó hasta la segunda mitad del siglo XIV. La función de un tepčija era supervisar los feudos del país.

## Biografía
Batalo pertenecía a la Casa nobiliaria bosnia de Šantić, que eran señores de la región de Lašva. Se casó con Resa Vukčić de la Casa de Vukčić, rama cadete de la Casa de Hrvatinić, y hermana del gran duque de Bosnia, Hrvoje Vukčić, y tuvo tres hijos, Vuk, Stefan y Ostoja, que eran conocidos por su apellido Šantić o Tepčić. Al casarse con la hermana del gran duque bosnio elevó el estatus de Batalo y le dio el señorío sobre la región medieval de Sana, o al menos sobre algunas de sus partes y le dio a él y a su familia el título de knez de Split. Su sede estaba en la fortaleza de Toričan, sobre el pueblo contemporáneo de Varošluk cerca de Travnik. Era el tío bisabuelo de Matija Vojsalić (rey titular de Bosnia).
La primera mención de Batalo se encuentra en una escritura otorgada por el rey Esteban Dabiša al gobierno de Dubrovnik, fechada el 17 de julio de 1392. En ella, Batalo figuraba como testigo de la escritura en calidad de tepčija. También ejerció una gran influencia en la corte bosnia y fue consejero de los gobernantes bosnios desde finales del siglo XIV, además de confidente del duque Hrvoje Vukčić. Batalo también fue reconocido por los historiadores como uno de los muchos otros nobles bosnios importantes, seguidores de la Iglesia bosnia.

## El Evangelio de Batalo

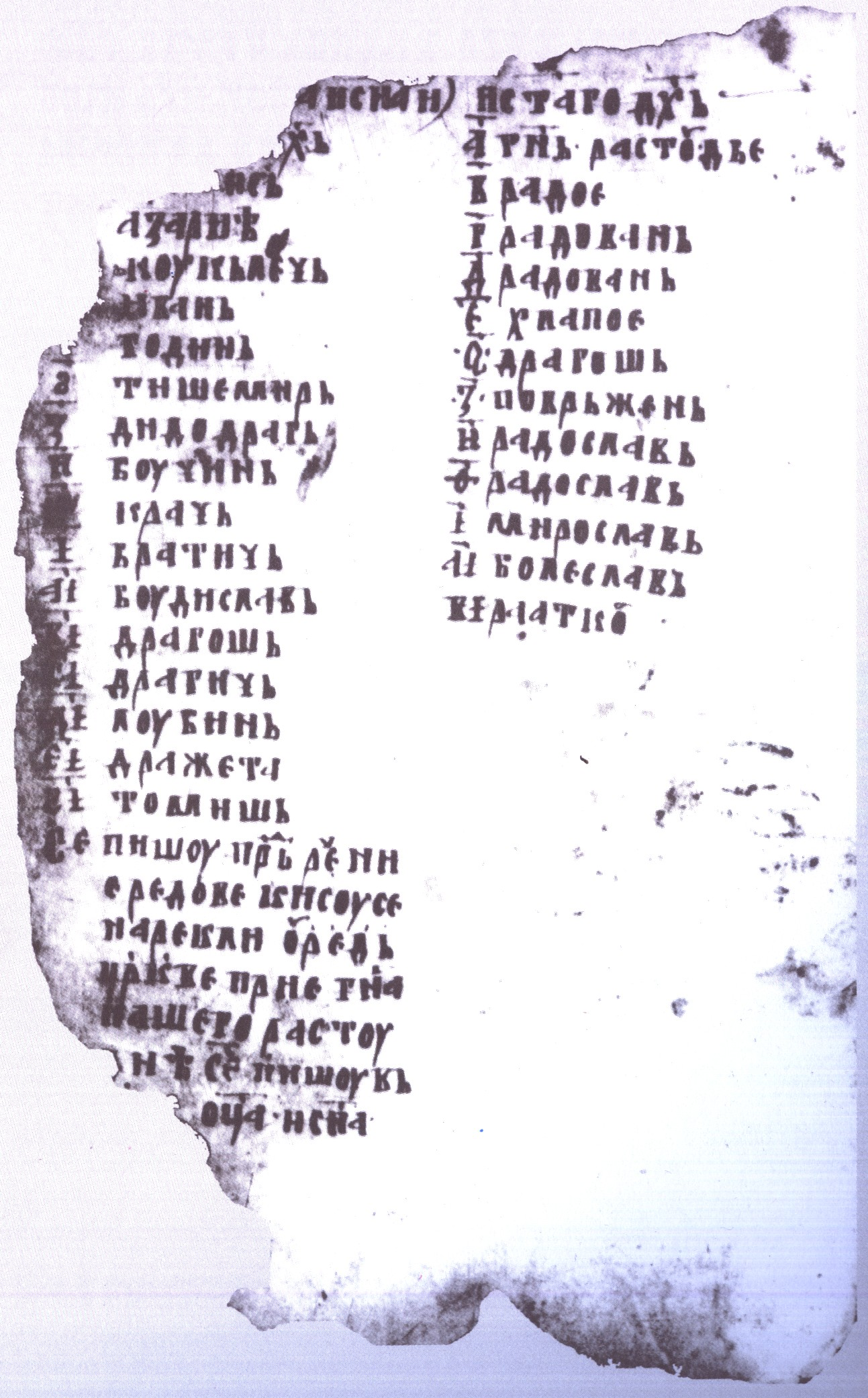
Orden de Rastudije con una lista de djeds de la Iglesia Bosnia.

El Evangelio de Batalo data de 1393. Fue escrito por el escriba (en la Bosnia medieval llamado dijak) Stanko Kromirijanin. El tepčija Batalo Šantić fue su mecenas. Se conservan cuatro páginas del evangelio, que se conservan en la Biblioteca Nacional de Rusia en San Petersburgo. En la tercera página conservada, el escriba Stanko afirma que estaba escribiendo un evangelio elaborado para Batalo, cuya finalización data de 1393, dos años después de la muerte de Tvrtko I, durante el reinado de Dabiša. Aquí también se conoce sobre su fortaleza de Toričan y su dominio sobre Sana, así como el nombre de su esposa, Resa de Bosnia , hermana del gran duque de Bosnia, Hrvoje Vukčić.
En la página dos, hay una lista de djed de la Iglesia bosnia. Los investigadores la llaman «Red gospodina Rastudija» (Orden del Obispo Rastudije) y se entiende como una lista de los nombres de todos los obispos de la Iglesia de Bosnia antes y después de él.